# Kallima albofasciata
Kallima albofasciata är en fjärilsart som beskrevs av Moore 1877. Kallima albofasciata ingår i släktet Kallima och familjen praktfjärilar. Inga underarter finns listade i Catalogue of Life.